# Emperor/Hordanes Land
Emperor/Hordanes Land – split dwóch norweskich zespołów black metalowych Emperor i Enslaved, wydany 12 października 1993 roku przez brytyjską wytwórnię płytową Candlelight Records. Materiał zawarty na wydawnictwie został także wydany jako dwa niezależne minialbumy obu zespołów.

## Lista utworów
| Emperor | Emperor                                 | Emperor |
| Nr      | Tytuł utworu                            | Długość |
| ------- | --------------------------------------- | ------- |
| 1.      | „I Am the Black Wizards”                | 6:00    |
| 2.      | „Wrath of the Tyrant”                   | 4:14    |
| 3.      | „Night of the Graveless Souls”          | 3:10    |
| 4.      | „Cosmic Keys to My Creations and Times” | 6:06    |
|         |                                         | 19:30   |

| Enslaved | Enslaved                                   | Enslaved |
| Nr       | Tytuł utworu                               | Długość  |
| -------- | ------------------------------------------ | -------- |
| 1.       | „Slaget i skogen bortenfor/Prologr/Slaget” | 13:10    |
| 2.       | „Allfadr Odhinn”                           | 7:50     |
| 3.       | „Balför/Andi fara/Epilog”                  | 9:49     |
|          |                                            | 30:49    |

## Twórcy

### Emperor
- Ihsahn (Ygg) – śpiew, gitara prowadząca, instrumenty klawiszowe
- Samoth (Samot) – gitara
- Mortiis – gitara basowa
- Faust – instrumenty perkusyjne

### Enslaved
- Grutle Kjellson – śpiew, gitara basowa
- Ivar Bjørnson – gitara, instrumenty klawiszowe
- Trym Torson – instrumenty perkusyjne

## Wydania
- Candlelight Records, 12 października 1993, CD
- Candlelight Records, 12 października 1993, płyta winylowa, zawiera tylko utwory zespołu Emperor
- Candlelight Records, 12 października 1993, płyta winylowa, zawiera tylko utwory zespołu Enslaved
- Century Black, 1994, CD
- Back on Black, 2005, płyta winylowa, zawiera tylko utwory zespołu Emperor